# Tremaine Edmunds
Tremaine Edmunds (Danville, Virginia, 2 de mayo de 1998) es un jugador de fútbol americano estadounidense que se desempeña en la posición de linebacker en los Chicago Bears, equipo de la National Football League (NFL).

## Carrera
Fue seleccionado en la primera ronda en la Reunión Anual de Selección de Jugadores de la NFL de 2018. Hizo su debut profesional con el equipo Buffalo Bills, en el cual jugó cinco temporadas (2018-2023).
En marzo de 2023 firmó un contrato por cuatro años y $72 millones con Chicago Bears.